# São Francisco (Paraíba)
São Francisco  este un oraș în Paraíba (PB), Brazilia.